# B.P. Empire
B.P.Empire är det tredje albumet av det israeliska bandet Infected Mushroom utgivet 2001.

## Låtlista
1. Never Eever Land
2. Unbalanced (Baby Killer Remix)(Med Crazy D)
3. Spaniard
4. B.P.Empire
5. Funkameleon
6. Tasty Mushroom
7. Noise Maker
8. P.G.M. (Prehistoric Goa Mood)(Med Crazy D)
9. Dancing With Kadafi (Med Crazy D & Yonathan)